# Lindsay McDonald Silvester
Lindsay M. Silvester (* 30. September 1889 in Portsmouth, Virginia; † 4. August 1963 in Washington, D.C.) war ein Generalmajor der United States Army. Er war unter anderem Kommandeur der 7. Panzerdivision.
Lindsay Silvester war ein Sohn von Major Lindsey MacDonald Silvester Sr. (1859–1920) und dessen Frau Virginia Hurst (1860–1905). Er besuchte bis 1911 das Maryland Agricultural College. Noch im Jahr 1911 gelangte er in das Offizierskorps des US-Heeres. In der Armee durchlief er anschließend alle Offiziersränge vom Leutnant bis zum Zwei-Sterne-General.
Im Lauf seiner militärischen Karriere absolvierte Silvester verschiedene Kurse und Schulungen. Dazu gehörten unter anderem der Officers Advance Course, der Infantry School, das Command and General Staff College und das United States Army War College.
In seinen jüngeren Jahren absolvierte er den für Offiziere in den niederen Rangstufen üblichen Dienst in unterschiedlichen Einheiten und Standorten. Dazu gehörten auch Aufgaben als Stabsoffizier in verschiedenen Hauptquartieren. Zwischen 1912 und 1915 gehörte er einer Infanterieeinheit auf Hawaii an. Es folgte eine Versetzung an die mexikanische Grenze, von wo aus er im Jahr 1916 an der Mexikanischen Expedition teilnahm.
Während des Ersten Weltkriegs war Silvester mit den American Expeditionary Forces auf dem europäischen Kriegsschauplatz eingesetzt. Dabei war er an mehreren Schlachten und Gefechten beteiligt, wozu auch die Schlacht von St. Mihiel und die Maas-Argonnen-Offensive gehörten. Im Oktober 1918 wurde er verwundet. Im Jahr 1919 war Silvester für einige Zeit Inspekteur der Kriegsgefangenenlager.
Zwischen 1919 und 1922 war er Stabsoffizier in der Geheimdienstabteilung des Heeres in dessen Hauptquartier in Washington, D.C. und zwischen 1924 und 1927 Dozent an der Infantry School in Fort Benning, dem heutigen Fort Moore. In den folgenden Jahren war er neben einigen regulären Tätigkeiten in militärischen Einheiten vor allem als Lehrer, Ausbilder oder Dozent an Bildungseinrichtungen tätig. Unter anderem unterrichtete er die Kadetten an der North Carolina State University, die dort im Rahmen des ROTC-Programms studierten. Zwischen 1931 und 1935 war er Ausbilder der District of Columbia National Guard in Washington, D.C.
Danach wandte er sich zunehmend den neu entstandenen Panzereinheiten zu. In den Jahren 1937 und 1938 gehörte er dem Infantry Board an und von 1939 bis 1940 leitete er die Panzerabteilung der Infantry School in Fort Benning (Fort Moore). Im August 1940 wurde er zum Oberst befördert. Zwischen Juni 1940 und März 1941 kommandierte er das 69. Panzerregiment, das in Fort Knox stationiert war. Wenig später erhielt er unter Beförderung zum Brigadegeneral das Kommando über die 1. Panzergruppe (1st Tank Group), das er zwischen Juli 1941 und März 1942 innehatte. In diese Zeit fiel der amerikanische Eintritt in den Zweiten Weltkrieg.
Im März 1942 erhielt Lindsay Silvester das Kommando über die neu aufgestellte 7. Panzerdivision. Dieses Kommando bekleidete er als Generalmajor zwischen dem 1. März 1942 und dem 1. November 1944. Seine Division wurde zunächst in den Vereinigten Staaten auf einen Kriegseinsatz vorbereitet. Im Juni 1944 wurde sie nach England verlegt und im August landete sie als Teil der 3. Armee von George S. Patton in der Normandie. In der Folge nahm die Division in Frankreich am Vormarsch der Alliierten in Richtung Deutschland teil, wo sie dann der 9. Armee unterstellt wurde. Zwischenzeitlich geriet die 7. Panzerdivision unter Druck, als deutsche Einheiten einen Durchbruchversuch unternahmen, der erst nach drei Tagen gestoppt werden konnte. Als Folge wurde Silvester am 1. November 1944 seines Kommandos enthoben und durch Robert W. Hasbrouck ersetzt.
Über seine Verwendung im weiteren Kriegsverlauf geben die Quellen keinen Aufschluss. Silvester war offenbar in Ungnade gefallen und es wurde sogar über eine Degradierung zum Oberst nachgedacht. Noch im November 1944 wurde ihm sein ohnehin temporärer Rang als Generalmajor aberkannt. Im September 1949 ging er offiziell im Rang eines Generalmajors in den Ruhestand.
Der mit Mildred Turner (1892–1970) verheiratete Offizier starb am 4. August 1963 und wurde auf dem amerikanischen Nationalfriedhof Arlington beigesetzt.

## Orden und Auszeichnungen
Lindsay Silvester erhielt im Lauf seiner militärischen Laufbahn unter anderem folgende Auszeichnungen:
- Distinguished Service Cross
- Silver Star
- Purple Heart
- Kriegskreuz (Frankreich)
- Orden der Ehrenlegion (Frankreich)